# 沿江街道 (牡丹江市)
沿江街道，是中华人民共和国黑龙江省牡丹江市西安区下辖的一个乡镇级行政单位。

## 行政区划
沿江街道下辖以下地区：
西苑社区、南湖社区、联合社区、南江社区、大安社区、专粮社区、滨江社区、海浪社区和空调社区。